# Kalle Ankas Pocket 43: Stål-Kalle slår till igen
Stål-Kalle slår till igen är Kalle Ankas Pocket nummer 43.
Pocketen utgavs av Hemmets Journals förlag 1982 och översattes av Ingrid Emond.

## Innehåll

### Stål-Kalle och Fantomims utmaning
En av Ankeborgs största skurkar, imitatören Fantomim, har gripits av polisen. I sin senaste kupp mot soptippen hade han klätt ut sig till soptunna. "Men vi arresterade alla soptunnorna och frågade ut dem" förklarar kommissarien stolt i TV. Med både Fantomim och Björnligan i fängelset verkar ankeborgsborna kunna njuta av friden ett slag.
Men trots det drabbas staden av en våg av stölder, inbrott och rån. Polisen är maktlös så Kalle och Knattarna får patrullera utanför pengabingen. Kalle smiter iväg, klär om till Stål-Kalle för att undersöka. Skurkarna har en märklig förmåga att försvinna spårlöst trots alla konstiga polistransporter som sker nattetid. Stål-Kalle upptäcker att vakterna på Ankeborgs-fängelset har övermannats av skurkarna som låst in dem i källaren så att de kan råna banker på nätterna och sitta i fängelset på dagarna.

### Farbror Joakim och piraterna på Stora Björnen
Joakim har oljekällor och guldgruvor över hela jorden. Oppfinnar-Jocke har dock hittat en ny planet i solsystemet, Jockus, där det finns en tidigare okänd mineral. Jocke har en rymdraket som Joakim, Kalle och Knattarna åker iväg med. Raketen håller kursen via en sändare som sitter på Jockes hus. Med ombord har de en papegoja med en dold mikrofon som gör att von Pluring kan höra allt de säger. von Pluring stänger av strömmen i Ankeborg så att sändaren slutar att fungera. Rymdraketen åker vilse och till slut landar de på Polstjärnan. Där hittar Joakim poldiamanter av högsta kvalitet men när de återvänder till Ankeborg har diamanterna smält till vatten.

### Farbror Joakim och de flytande åkrarna
Vädret har blivit oberäkneligt - på badstränderna snöar det och över skidbackarna gassar solen. Grödorna på farbror Joakims åkrar riskerar att vissna och Joakim kan då inte byta färska grönsaker mot olja av en oljeshejk. Lösningen är genialisk - en gigantisk åker och en lika stor badstrand som transporteras av en bogserbåt runt på världshaven där vädret är vackert. von Pluring har dock anställt Björnligan för att sabotera för Joakim.

### Farbror Joakim och speldjävulen
von Pluring önskar att han för en gångs skulle riktigt skulle kunna dra Joakim vid näsan: "Han kapar åt sej alla stora vinster... och det blir bara smulor över till mej.". Gittan önskar också att hon kunde sätta dit honom så att Joakim ville gifta sig med henne: "Om jag bara fick en ring! Den behövde inte ens vara äkta vara." När de stöter ihop på gatan får von Pluring en plan: om Joakim skulle drabbas av speldjävulen skulle von Pluring kunna ordna så att Gittan blev hans förmyndare. Jagad av Gittan springer Joakim in på von Plurings nya kasino för att gömma sig och efter att von Pluring bjudit honom på en första spelmarker upplever Joakim en helt sagolik tur vid roulettbordet. Joakim spelar så mycket som möjligt med god tur några veckor men så plötsligt börjar han förlora. Sin brorson jagar han bort men Gittan anfäktas av samvetskval och berättar allting för Knattarna. Med hjälp av Stål-Kalle kan Joakim botas, Alexander Lukas spränger banken och den tacksamme Joakim bjuder till och med Gittan på det nyöppnade danspalatset.

## Tabell
| Nr | Namn                                          | Ritad av                       | Manus           | Originaltitel                              |
| -- | --------------------------------------------- | ------------------------------ | --------------- | ------------------------------------------ |
| 1  | Kalle Anka och den intelligenta handlingen    | ?                              | ?               |                                            |
| 2  | Stål-Kalle och Fantomims utmaning             | José Colomer Fonts             | Giorgio Pezzin  | Paperinik e la sfida di Fantomat           |
| 3  | Kalle Anka och den originella idén            | Tony Strobl                    | ?               | No Place Like Home                         |
| 4  | Farbror Joakim och piraterna på Stora Björnen | Guido Scala                    | Guido Martina   | Zio Paperone e i pirati dell'Orsa maggiore |
| 5  | Fågelbadet                                    | Al Taliaferro och George Waiss | Bob Karp        | ?                                          |
| 6  | Farbror Joakim och de flytande åkrarna        | Massimo De Vita                | Giorgio Pezzin  | Zio Paperone e i campi galleggianti        |
| 7  | Kalle Anka och kopplet mot hundstöld          | Al Taliaferro                  | Bob Karp        | ?                                          |
| 8  | Farbror Joakim och speldjävulen               | Guido Scala                    | Massimo Marconi | Zio Paperone e il demone del gioco         |
| 9  | Dubbelgångare på börsen                       | Tony Strobl                    | ?               | The Great Impersonator                     |